# Лесов, Пётр
Пётр Йосифов Ле́сов (болг. Петър Йосифов Лесов; род. 12 сентября 1960, село Секирово, Раковски, Болгария) — болгарский боксёр, олимпийский чемпион 1980 года (один из 4 олимпийских чемпионов по боксу в истории Болгарии), двукратный чемпион Европы (1981 и 1983). Заслуженный мастер спорта Болгарии (1979). Кавалер ордена Народной Республики Болгария III степени (1987).

## Биография
Пётр Лесов родился 12 сентября 1960 года в селе Секирово (ныне в черте города Раковски). Начал заниматься боксом в возрасте 14 лет под руководством Любена Гаджева в боксёрской школе ДФС «Локомотив» при училище имени Христо Ботева. Его двоюродный брат Йордан также стал боксёром. В 1979 году выиграл чемпионат мира среди юниоров в Иокогаме, в 1978 году стал чемпионом Балкан среди молодёжи.
В 1980 году был включён в состав сборной Болгарии на Олимпийских играх в Москве. Дойдя до финала этих соревнований, одержал досрочную победу над советским боксёром Виктором Мирошниченко и завоевал золотую медаль. В 1981 и 1983 годах становился чемпионом Европы.
Представлял пловдивский «Локомотив» (1974—1979) и ЦСКА (1979—1985). В 1991—1992 годах выступал на профессиональном ринге, в единственном победном бою стал чемпионом Болгарии в полулёгком весе. 
Окончил автотранспортный техникум в Пловдиве.
После завершения своей спортивной карьеры занимается тренерской деятельностью. Среди его наиболее известных учеников чемпион мира Детелин Далаклиев. С 1985 года работал в ЦСКА, с 1989 года — старшим тренером. В 2007—2011 годах был главным тренером сборной Болгарии по боксу, потом стал работать в женской сборной. В 2009 году признавался лучшим тренером года в Болгарии.